# Кріс Юбенк-молодший
Крістофер Лівінгстон Юбенк-молодший (англ. Christopher Livingstone Eubank Jr.; 18 вересня 1989, Хоув, Східний Сассекс) — британський професійний боксер, «тимчасовий» чемпіон за версією WBA (2015) у середній вазі та (2019) у другій середній вазі, чемпіон світу за версією IBO (2017—2018, 2019) у другій середній вазі.
Кріс Юбенк — син Кріса Юбенка, колишнього чемпіона світу у двох категоріях.

## Професіональна кар'єра
Кріс Юбенк дебютував на профірингу 2011 року. 29 листопада 2014 року, маючи рекорд 18-0, вийшов на бій за титули чемпіона Великої Британії BBBofC British, чемпіона Співдружності і чемпіона Європи за версією EBU у середній вазі проти співвітчизника Біллі Джо Сондерса. Бій завершився перемогою Сондерса розділеним рішенням.
28 лютого 2015 року Кріс Юбенк вийшов на бій проти «тимчасового» чемпіона за версією WBA у середній вазі непереможного росіянина Дмитра Чудінова і здобув перемогу технічним нокаутом у дванадцятому раунді.
4 лютого 2017 року в бою проти Ренольда Квінлана (Австралія) завоював титул чемпіона світу за версією IBO у другій середній вазі.
Влітку 2017 року зареєструвався для участі у Всесвітній боксерській суперсерії. У чвертьфіналі турніру WBSS Юбенк зустрівся з Авні Їлдиримом (Туреччина) і переміг нокаутом у третьому раунді.
У півфіналі турніру Юбенк зустрівся з чемпіоном WBA Super у другій середній вазі співвітчизником Джорджом Гровсом. Юбенк був фаворитом бою у спеціалістів, але Гровс у невидовищному поєдинку був трохи точнішим за Юбенка і здобув перемогу одностайним рішенням, відібравши титул IBO.
23 лютого 2019 року Юбенк переміг британця Джеймса Дегейла і завоював вакантний титул IBO у другій середній вазі.
7 грудня 2019 року в бою проти Метта Коробова (Росія) завоював вакантний титул «тимчасового» чемпіона за версією WBA у другій середній вазі.
21 січня 2023 року зазнав третьої в кар'єрі поразки від співвітчизника Ліама Сміта технічним нокаутом у четвертому раунді, до того побувавши у двох нокдаунах у цьому ж раунді.
2 вересня 2023 року відбувся бій-реванш між Крісом Юбенком і Ліамом Смітом.
Юбенк, який і в першому поєдинку був фаворитом, підійшов до бою набагато відповідальніше, змінивши між іншим і тренера — до реваншу готувався з тренером Теренса Кроуфорда Браяном Макінтайром. Вже у четвертому раунді Сміт опинився у нокдауні. В п'ятому Юбенк невпинно продовжував бити суперника, а далі його перевага лише наростала. У десятому раунді Ліам отримав розсічення і побував у другому нокдауні. Після ще однієї потужної атаки Юбенка рефері зупинив бій.